# Макдауэлл, Родди
Ро́дерик Э́ндрю Э́нтони Джуд «Ро́дди» Макда́уэлл (англ. Roderick Andrew Anthony Jude «Roddy» McDowall, 17 сентября 1928[…], Херн-Хилл — 3 октября 1998[…], Студио-Сити, США) — американский актёр британского происхождения, известный по ролям в фильмах «Планета обезьян» и «Клеопатра».

## Биография
Родди Макдауэлл родился в Лондоне в семье начинающей актрисы и моряка. На киноэкранах он дебютировал будучи ещё ребёнком в конце
1930-х годов.
В начале 1940-х годов, в годы лондонского блица семья Макдауэллов переехала в США. Там юный актёр продолжил свою карьеру, дебютировав в Голливуде в 1941 году в знаменитой драме Джона Форда «Как зелена была моя долина». Следующей заметной его ролью стал школьник Джо в фильме «Лесси возвращается домой», о приключениях популярной собаки породы колли. На съёмках этой картины Макдауэлл познакомился с начинающей актрисой Элизабет Тейлор, которая стала его хорошей подругой на все последующие годы.
Актёрская карьера Родди Макдауэлла продолжила успешно развиваться и после того, как он перешёл на взрослые характерные роли. В 1963 году он появился в роли Октавиана в широкомасштабной исторической драме «Клеопатра». За эту роль актёр был номинирован на «Золотой глобус» и представлен на соискание премии «Оскар», но был случайно дисквалифицирован из-за ошибки жюри. На рубеже 1960-х и 1970-х годов он запомнился по ролям шимпанзе Корнелиуса и Цезаря в серии фильмов из цикла «Планета обезьян» (1968—1973), а затем и в одноимённом сериале в 1974 году.
В дальнейшем Макдауэлл появился ещё в ряде популярных фильмов, среди которых «Приключение «Посейдона»» (1972), «Зло под солнцем» (1982) и «За бортом» (1987). Помимо ролей на большом экране, он часто был гостем в различных телепроектах, среди которых сериалы «Бэтмен», «Коломбо», «Квантовый скачок» и «Сумеречная зона». Одной из последних его работ стало озвучивание мистера Сойла, члена совета муравьиной колонии, в мультфильме «Приключения Флика» в 1998 году.
К конце своей карьеры Родди Макдауэлл активно участвовал в деятельности Академии кинематографических искусств и наук, где в течение нескольких лет занимал различные посты в совете правления. Помимо актёрской карьеры он показал себя в качестве успешного фотографа, выпустив пять альбомов своих фоторабот.

## Смерть
Одно из последних публичных появлений актёра состоялось на церемонии вручения премии «Оскар» в 1998 году, где он сопровождал актрису Луизу Райнер. 3 октября того же года Родди Макдауэлл умер в своём доме в Лос-Анджелесе от рака лёгких в возрасте 70 лет. Последние месяцы об умирающем актёре заботился его друг, сценарист Деннис Осборн. На следующий день после смерти Макдауэлла его подруга Энджела Лэнсбери произнесла прощальную речь на радио «BBC Radio 5 Live», назвав его «одним из самых прекрасных друзей, которого она когда-либо знала».

## Личная жизнь
Хотя Родди Макдауэлл на протяжении своей жизни никогда не делал заявлений о своей сексуальной ориентации, были распространены слухи о том, что он гомосексуал. Уже после его смерти появились заявления, что у него были связи с Марлоном Брандо и Монтгомери Клифтом.

## Фильмография
- 1938 — Murder in the Family — Питер Осборн
- 1938 — John Halifax — мальчик
- 1940 — Dead Man’s Shoes — мальчик
- 1940 — Просто Уильям / Just William — Джинджер
- 1940 — Saloon Bar — мальчик
- 1941 — You Will Remember — юный Боб Слэйтер
- 1941 — Охота на человека / Man Hunt — Вэйнер
- 1941 — This England — Хьюго, норманнский мальчик
- 1941 — Как зелена была моя долина / How Green Was My Valley — Хьюв
- 1941 — Confirm or Deny — Альберт Перкинс
- 1942 — История Бенджамина Блэйка / Son of Fury: The Story of Benjamin Blake — Бэнджамин в детстве
- 1942 — On the Sunny Side — Хью Айлесворт
- 1942 — Крысолов / The Pied Piper — Ронни Кавана
- 1943 — Мой друг Флика / My Friend Flicka — МакЛафлин
- 1943 — Лесси возвращается домой / Lassie Come Home — Джо Карракло
- 1944 — Белые скалы Дувра / The White Cliffs of Dover — Джон Эшвуд II в детстве
- 1944 — Ключи от царства небесного / The Keys of the Kingdom — Фрэнсис Крисхолм в детстве
- 1945 — Грозовая туча – сын Флики / Thunderhead — Son of Flicka — МакЛафлин
- 1945 — Molly and Me — Джимми Грэхем
- 1946 — Holiday in Mexico — Стэнли Оуэн
- 1947—1958 — Телевизионный театр Крафтат (сериал) / Kraft Television Theatre — Мистер Элтон
- 1948 — Rocky — Крис Хаммонд
- 1948 — Макбет / Thunderhead — Macbeth — Малкольм
- 1948 — Похищенный[англ.] / Kidnapped — Дэвид Бэлфур
- 1949 — Tuna Clipper- Алек МакЛеннан
- 1949 — Black Midnight- Скотт Джордан
- 1949—1958 — Семейный театр (сериал) / Family Theatre — Хантингтон («Профессор»)
- 1950—1957 — Роберт Монтгомери представляет (сериал) / Robert Montgomery Presents — Пип
- 1950 — Акула-убийца / Killer Shark — Тэд Уайт
- 1950 — Everybody’s Dancin' — Родди МакДоувал
- 1950—1963 — Театр Армстронга (сериал) / Armstrong Circle Theatre — Тим МакДаф
- 1950 — Big Timber — Джимми
- 1950—1959 — Люкс-видео театр (сериал) / Lux Video Theatre — Беллами Партридж
- 1950—1952 — Театр Целанез (сериал) / Celanese Theatre — Ричард Миллер
- 1951—1957 — Телевизионный театр Goodyear (сериал) / Goodyear Television Playhouse -
- 1952 — The Steel Fist — Эрик Кардин
- 1953—1962 — Театр «Дженерал Электрик (сериал) / General Electric Theater — Лепрехаун
- 1953—1963 — Стальной час Соединенных Штатов (сериал) / The United States Steel Hour — Михель
- 1955—1957 — Час Алкоа (сериал) / The Alcoa Hour — Макс
- 1955—1958 — Утренний театр (сериал) / Matinee Theatre -
- 1956—1957 — The Kaiser Aluminum Hour (сериал) / — Клиффорд Хауэлл
- 1956—1961 — Театр 90 (сериал) / Playhouse 90 — Чарльз Марлоу
- 1957—1961 — Шоу месяца ДюПона (сериал) / Playhouse 90 — Сквик
- 1957—1958 — Подозрение (телесериал)[англ.] / Suspicion -
- 1958—1963 — Обнаженный город (сериал) / Naked City — Донни Бэнтон
- 1959—1960 — Воскресная витрина (сериал) / Sunday Showcase — Филипп Гамильтон
- 1959—1964 — Сумеречная зона (сериал) / The Twilight Zone — Сэм Конрад
- 1960 — Буря / The Tempest — Ариэль
- 1960 — Подземные / The Subterraneans — Юрий Гильгорик
- 1960 — Полуночное кружево / Midnight Lace — Малкольм Стэнли
- 1961—1966 — Бен Кэйси (сериал) / Ben Casey — Дуайт Франклин
- 1961 — The Power and the Glory — Мэстизо
- 1962—1965 — Час Альфреда Хичкока (сериал) / The Alfred Hitchcock Hour — Джордж
- 1962 — Самый длинный день / The Longest Day — рядовой Моррис
- 1962—1967 — В бою (сериал) / Combat! — Мерфи
- 1962—1964 — Одиннадцатый час (сериал) / The Eleventh Hour — Алек Харнес
- 1963 — Клеопатра / Cleopatra — Октавиан Август
- 1963—1964 — Арест и судебное разбирательство (сериал) / Arrest and Tria — ПолЛедо
- 1963—1967 — Боб Хоуп представляет (сериал) / Bob Hope Presents the Chrysler Theatre — Артур Бидл
- 1963—1965 — Театр создателей саспенса (сериал) / Kraft Suspense Theatre — Роберт « Профессор» Бенсон
- 1964—1967 — Вертикальный взлёт (сериал) / 12 O’Clock Hig — сержант Вилс Виллетс
- 1964 — Shock Treatment — Мартин Эшли
- 1965 — Величайшая из когда-либо рассказанных историй / The Greatest Story Ever Told — Мэтью
- 1965 — Третий день / The Third Day — Оливер Парсонс
- 1965—1968 — Бежать от твоей жизни (сериал) / Run for Your Life — Жюль Богнар
- 1965 — Незабвенная / The Loved One — младший диск-жокей
- 1965 — Эта дикая кошка / That Darn Cat! — Грегори Бенсон
- 1965 — Внутренний мир Дэйзи Кловер / Inside Daisy Clover — Уолтер Бейнс
- 1966—1968 — Бэтмен (сериал) / Batman — «Книжный червь»
- 1966 — Господь любит утку / Lord Love a Duck — Алан Мюсгрейв
- 1966—1973 — Миссия невыполнима (сериал) / Mission: Impossible — Лео Остро
- 1966 — Шпион / L’espion — Агент Адамс
- 1967—1968 — Захватчики (сериал) / The Invaders — Ллойд Линдстром
- 1967 — Приключения дворецкого Гриффина  / The Adventures of Bullwhip Griffin — дворецкий Гриффин
- 1967 — The Cool Ones — Тони Крум
- 1967—1975 — Железная сторона (сериал) / Ironside — Джейми Шеннон
- 1967 — Оно! / It! — Артур Пимм
- 1967 — Сверчок за очагом / Cricket on the Hearth — сверчок Крокет (озвучка)
- 1968—1970 — Требуется вор (сериал) / It Takes a Thief — Роджер
- 1968 — Планета обезьян / Planet of the Apes — Корнелиус
- 1968 — Пятикарточный / 5 Card Stud — Ник Эверс
- 1968—1971 — Наименование игры (сериал) / The Name of the Game- Эрли МакКорли
- 1968—1969 — Путешествие в Неведомое (сериал) / Journey to the Unknown — Ролло Вердю
- 1968—2003 — Коломбо (сериал) / Columbo — Роджер Стэнфорд
- 1969 — Бег Мидаса / Midas Run — Уистер
- 1969 — Эй, вы там снизу! / Hello Down There — Нэйт Эшберри
- 1969 — Ангел, ангел, вниз мы идем / Angel, Angel, Down We Go — Санторо
- 1968—1976 — Медицинский центр (сериал) / Medical Center — Карл Маррис
- 1969—1974 — Любовь по-американски (сериал) / Love, American Style — Говард
- 1969—1973 — Ночная галерея (сериал) / Night Gallery — Джереми Эванс
- 1970—1977 — МакКлауд (сериал) / McCloud — Фил Сэндлер
- 1971 — Хорошенькие девушки, станьте в ряд / Pretty Maids All in a Row — Мистер Проффер
- 1971 — Бегство с планеты обезьян / Escape from the Planet of the Apes — Корнелиус
- 1971 — Terror in the Sky — доктор Ральф Бэирд
- 1971—1977 — МакМиллан и жена (сериал) / McMillan & Wife — Джэйми МакМиллан
- 1971 — Набалдашник и метла / Bedknobs and Broomstick — Мистер Джелк
- 1971 — Привкус зла / A Taste of Evi — доктор Майкл Ломас
- 1971 — Какие девушки тебе нравятся? / What’s a Nice Girl Like You…? — Альберт Соамс
- 1972 — Завоевание планеты обезьян / Conquest of the Planet of the Apes — Цезарь/Корнелиус
- 1972 — Приключения «Посейдона» / The Poseidon Adventure — Акрес
- 1972—1976 — Новобранцы (сериал) / The Rookies — Феннер
- 1972 — Жизнь и времена судьи Роя Бина / The Life and Times of Judge Roy Bean — Фрэнк Гасс
- 1972—1976 — Новобранцы (сериал) / The Rookies — Феннер
- 1972—1974 — Сестры Снуп (сериал) / The Snoop Sisters — Леонель Стэндиш
- 1973—1980 — Барнаби Джонс (сериал) / Barnaby Jones — Стэнли Ламберт
- 1973 — Битва за планету обезьян / Battle for the Planet of the Apes — Цезарь/Корнелиус
- 1973 — Легенда адского дома / The Legend of Hell House — Бэнджамин Франклин Фишер
- 1973 — Арнольд / Arnold — Роберт
- 1973 — Чудо на 34-й улице / Miracle on 34th Street — доктор Сойер
- 1973—1976 — Гарри О (сериал) / Harry O — Арнольд Эпплквист
- 1974 — The Elevator- Марвин Элвис
- 1974—1978 — Женщина-полицейский (сериал) / Police Woman — Моултон
- 1974 — Планета обезьян (сериал) / Planet of the Apes — Гэйлен
- 1975 — Смешная леди / Funny Lady — Бобби Мур
- 1975 — Белый котик (короткометражный) / The White Sealк — рассказчик, озвучка

## Награды
- Тони (1960) — «Лучший актёр в пьесе» («Коклюш»)
- Эмми (1961) — «Лучший актёр второго плана в рамках одной программы» («Sunday Showcase: Our American Heritage: Not Without Honor»)
- Сатурн (1985) — «Лучший киноактёр второго плана» («Ночь страха»)